# Camponotus vafer
Camponotus vafer är en myrart som beskrevs av Wheeler 1910. Camponotus vafer ingår i släktet hästmyror, och familjen myror. Inga underarter finns listade.

## Bildgalleri

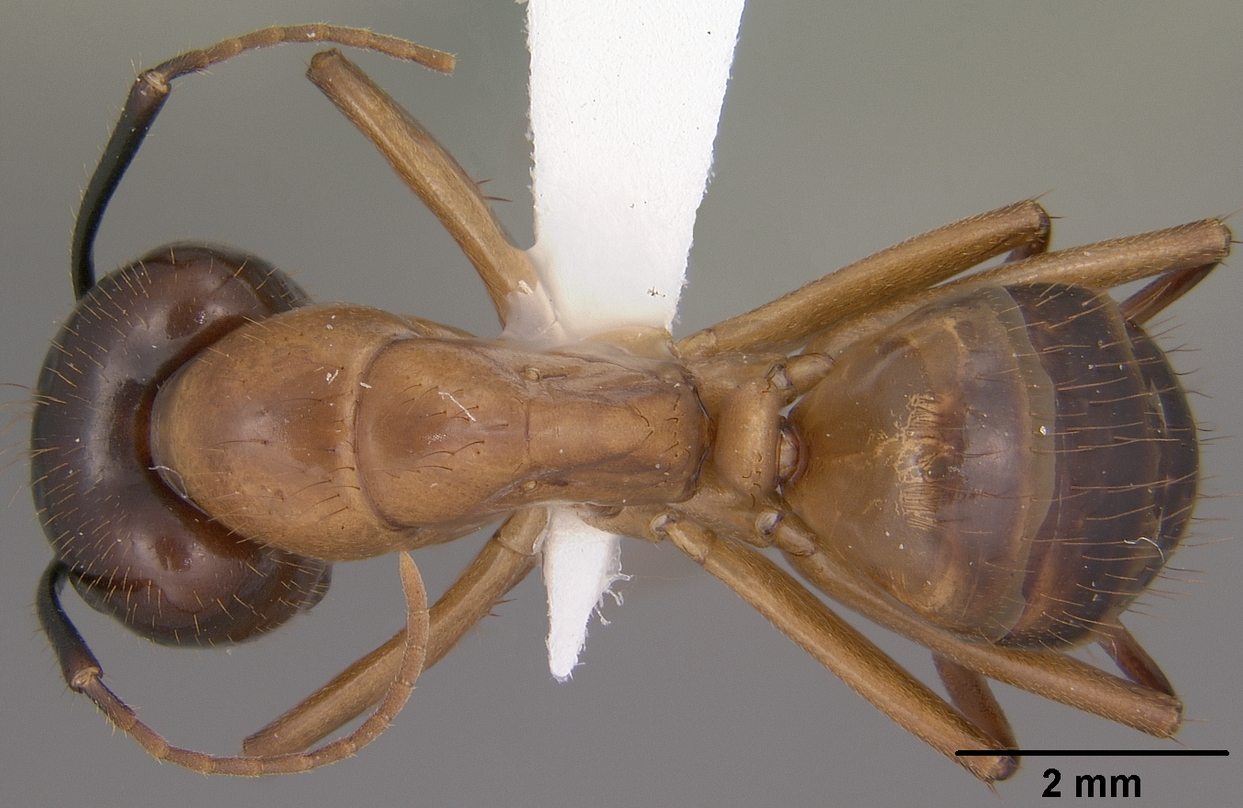
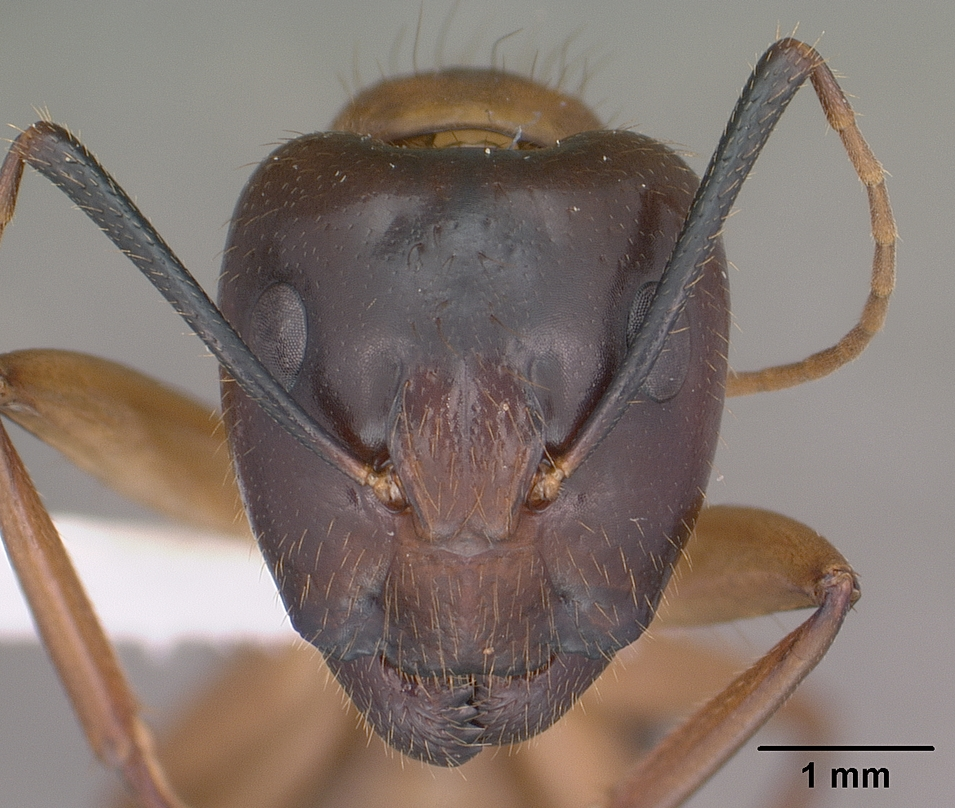
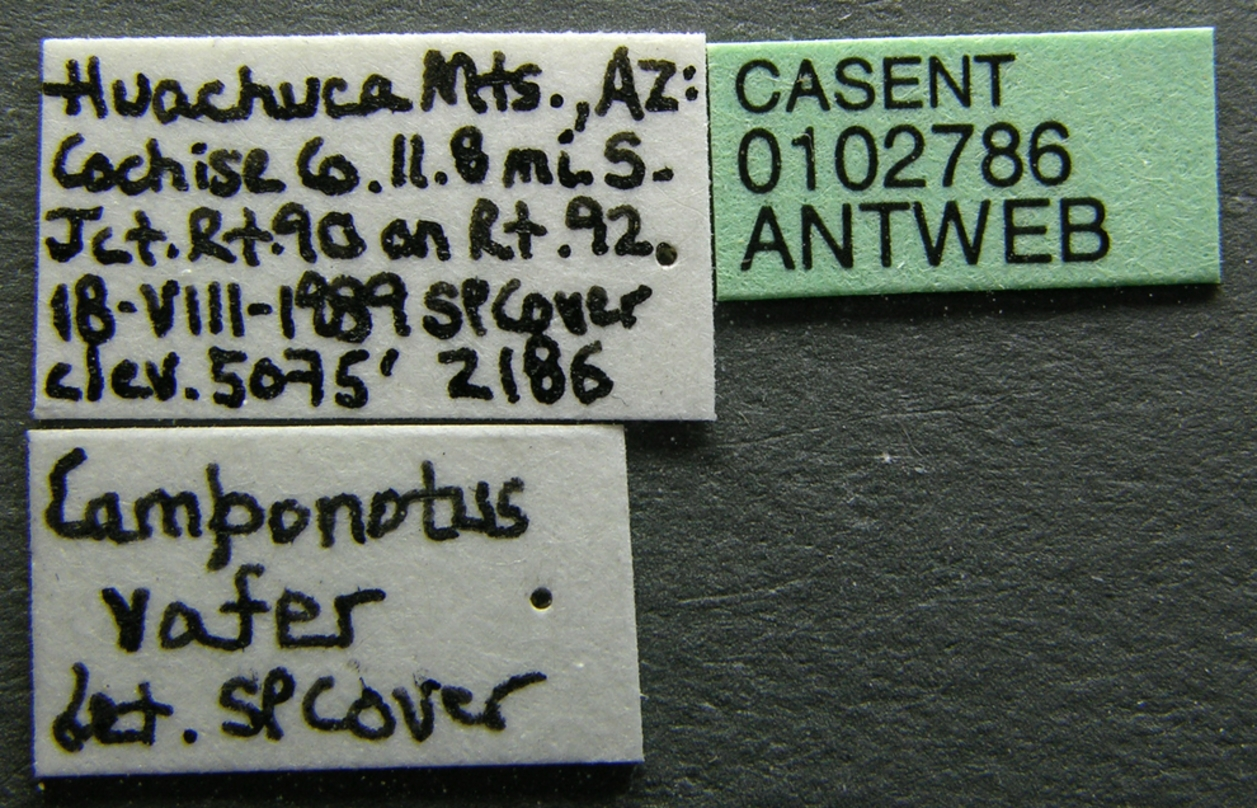
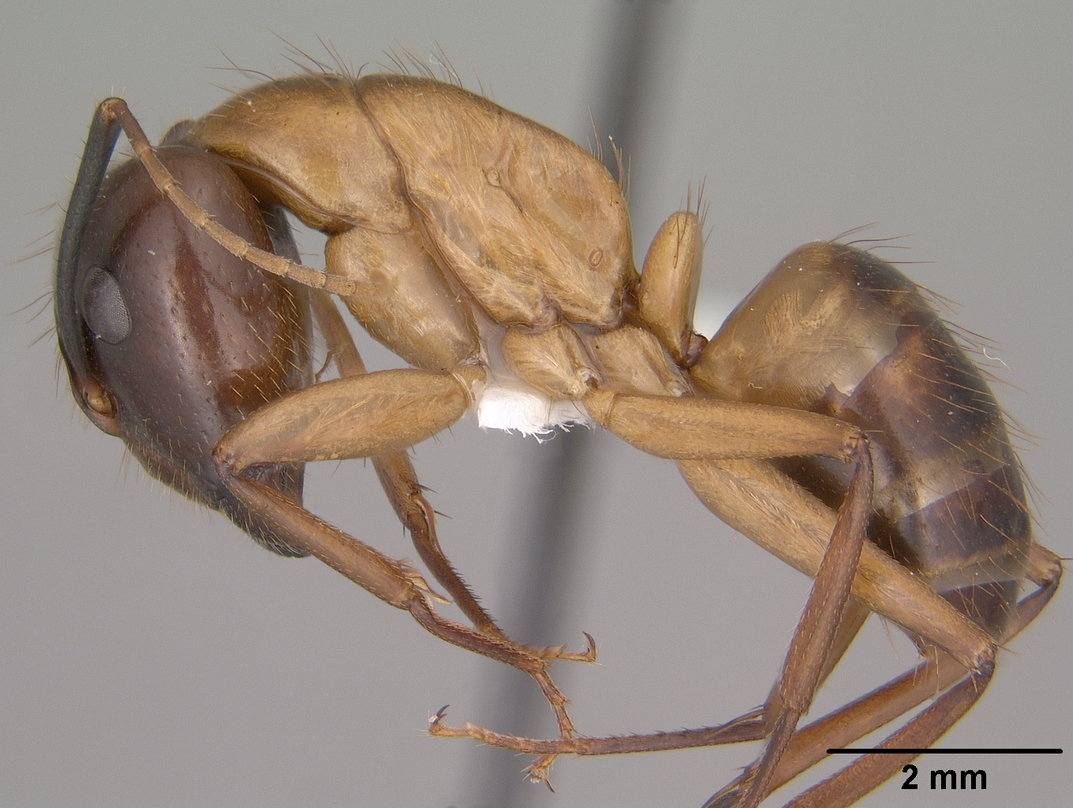
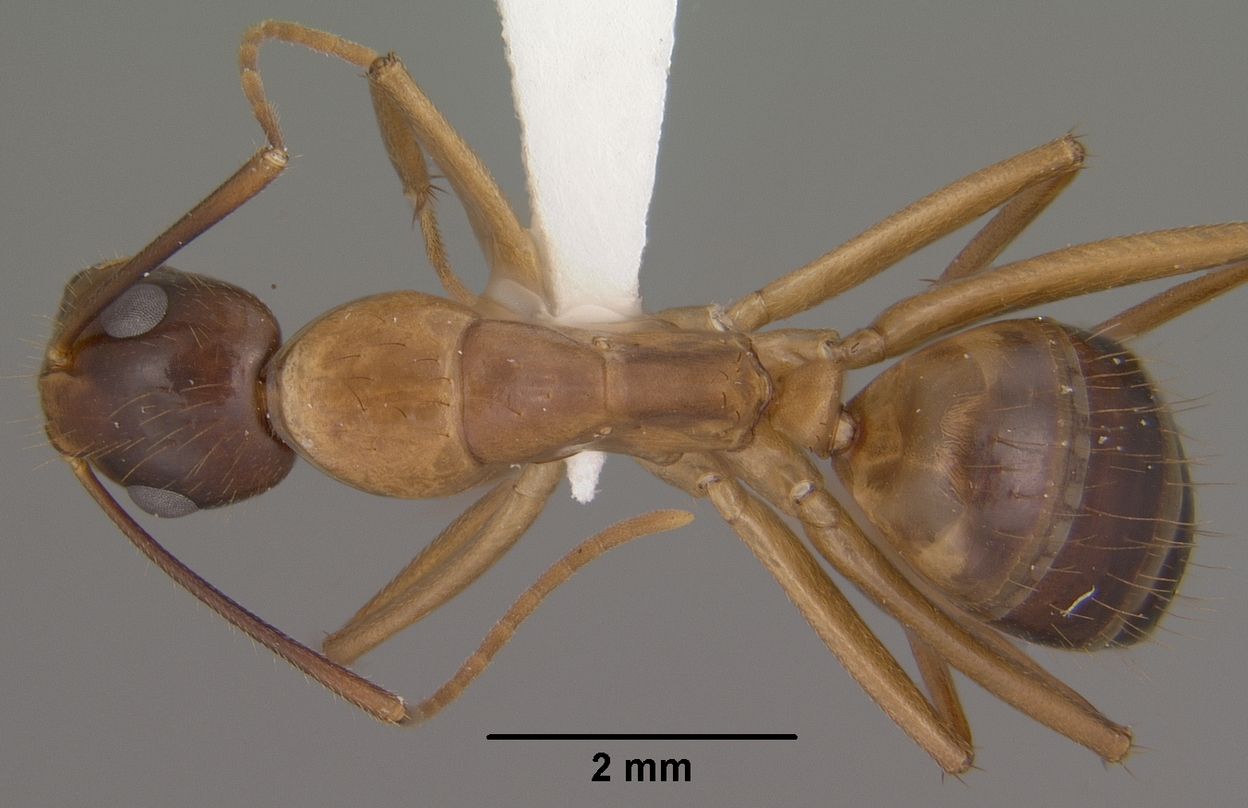
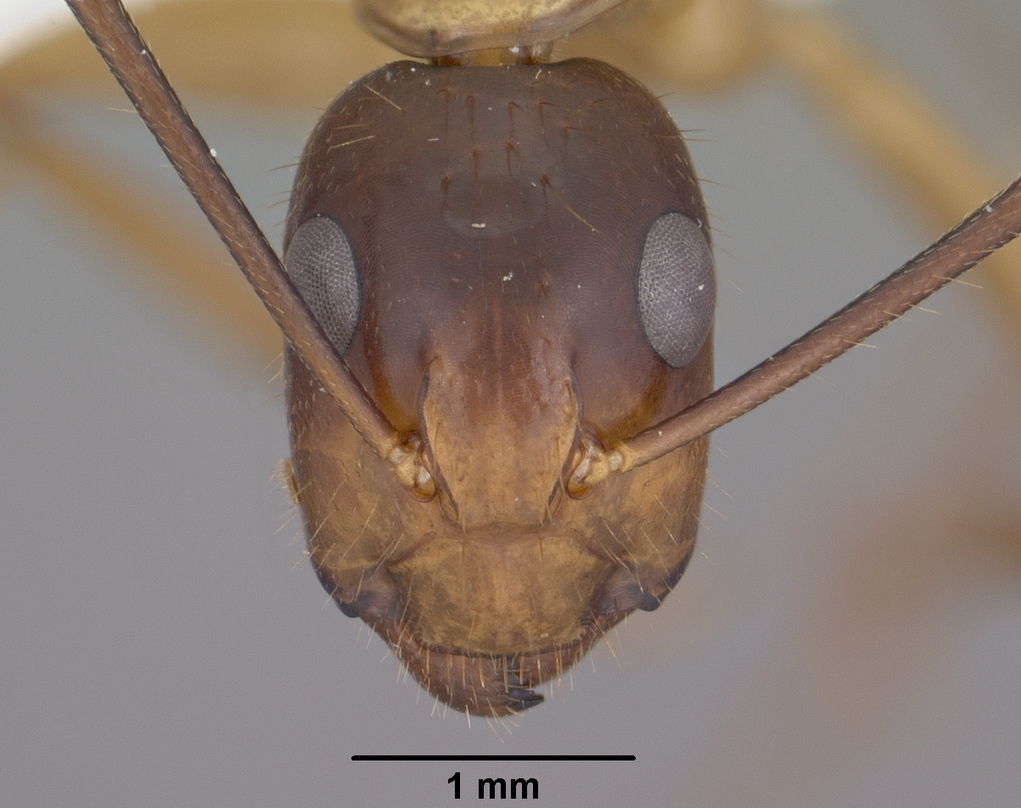